# فاضل سليمان
فاضل سليمان هو داعية إسلامي، ومهندس ومدير مؤسسة جسور للتعريف بالإسلام. ومقدم برامج ومحاضر عن الإسلام.

## سيرته
ولد فاضل سليمان في 1966 في مصر، وحصل على إجازة قراءة ورش عن نافع من الشيخ عباس المصري. تخرج في كلية الهندسة شعبة الهندسة الإلكترونية، وسافر إلى الولايات المتحدة. وحصل على درجة الماجستير في الشريعة الإسلامية من الجامعة الأمريكية المفتوحة بواشنطن العاصمة.
شغل منصب مدير مكتب الندوة العالمية للشباب الإسلامي بأمريكا الشمالية والوسطى من 2001 إلى منتصف 2004 مما أعطى له فرصة أن يلقي محاضراته في كندا، والمكسيك، والولايات المتحدة الأميركية. كما شغل منصب رائد الطلاب المسلمين بالجامعة الأميركية بواشنطن دي. سي من 2001 إلى منتصف 2004. وأدار عدة ورش عمل هدفها تدريب المحاضرين على عرض الإسلام وشرحه لغير المسلمين، حيث حضر أكثر من 14000 متدرب في 17 دولة على كيفية لتعريف بالإسلام ودحض الشبهات والإجابة على أسئلة غير المسلمين.
ألقى العديد من المحاضرات في الولايات المتحدة وعدد من دول العالم، وفي الكنائس والجامعات والمؤسسات الحكومية، مثل وزارة الدفاع الأمريكية، كما قدم محاضرات عن الإسلام في مناسبات دولية مثل معرض فرانكفورت الدولي للكتاب في العام 2004.
أسس مؤسسة جسور للتعريف بالإسلام سنة 2005 التي تهدف لمواجهة الإسلاموفوبيا بعد أحداث 11 سبتمبر، وأنتج 3 أفلام وثائقية للتعريف بالإسلام باللغة الإنجليزية «الإسلام بإيجاز» (بالإنجليزية: Islam in Brief)‏.

## نشاطه السياسي
كان فاضل سليمان عضوًا في جماعة الإخوان المسلمين في حين أنه يدعمها بعد أن تركها، وقد أثنى على أدائها السياسي والدعوي في تاريخ مصر الحديث. وكان قد شارك في العمل السياسي من بعد ثورة 25 يناير بتنظيم المناظرات السياسية والفكرية، وكذلك له العديد من الوقفات السياسية مع أنصار المرشح الرئاسي السابق حازم صلاح أبو إسماعيل. وكان فاضل سليمان من المعارضين لانقلاب 2013 في مصر، وكذلك دعا إلى تكريم النساء في المظاهرات المعارضة له. وعلى الصعيد الغربي، فإنه يرى أن الدعاة المسلمين يواجهون ضغوطًا عليهم.

## أعماله

### محاضراته وأفلامه التسجيلية
ألَّف فاضل سليمان عدة محاضرات لشرح الإسلام لمعتنقي الديانات الأخرى التي تحولت فيما بعدُ إلى سلسلة الأفلام التسجيلية «الضباب ينقشع» مثل:
- الإيجاز في شرح الإسلام Islam in Brief عرض شامل للعقائد الأساسية وأركان الإسلام الخمسة الفيلم بـ29 لغة.[4]
- الإسلام: دين سلام أم دين حرب؟.
- القرآن: استكشاف للحرية، محاضرة تتناول حقوق الإنسان في الإسلام مقارنة بإعلان الأمم المتحدة لحقوق الإنسان.
- خدعة التبشير (مقاطع قصيرة)
- الإسلام في المرأة (وثائقي).[15]

### برامجه
- قدم فاضل سليمان البرنامج التلفزيوني الأسبوعي «البرنامج الإسلامي»، الذي يبث على القناة 30 بمنطقة واشنطن لمدة أربع سنوات.[16] كما قدم البرنامج الإذاعي الأسبوعي «دع القرآن يتحدث».[16]
- برنامج «شبهات وردود» على قناة الناس (2010).
- برنامج «بعد الصلاة» على قناة مصر 25 (2012).[17]
- برنامج «إسلاموفوبيا» (رمضان 2012).[18][19]
- شارك في سواعد الإخاء الموسم الثامن (رمضان 2020).[20][21]
- برنامج «ذكرى وعبرة» على قناة مكملين (2018-الآن).[22]

### كتبه
- كاتب كتاب "أقباط مسلمون قبل محمد ﷺ" ويدور حول دور الآريوسيين في فتح مصر.[23][24] كان في البداية عبارة عن بحث ماجستير ناقشه الدكتور محمد عمارة والدكتور عبد الحكيم كويك من كندا، وكان اسمه «الدفاع عن النفس هو أحد دوافع فتح المسلمين لمصر».[25] أثار الكتاب الجدل في طرحه بين الباحثين،[26] وألف عددًا من المؤلفين المسيحيين ردودًا عليه.[27]